# Medasina embolima
Medasina embolima là một loài bướm đêm trong họ Geometridae.